# Abecedarianie
Abecedarianie – sekta anabaptystów niemieckich działająca w XVI w. w Niemczech.
Był to skrajny odłam negujący wartość wszelkiej wiedzy. Odrzucali nawet znajomość alfabetu. Skupiali się wyłącznie na duchowym zgłębianiu treści Pisma Świętego, z zastrzeżeniem, że jego znajomość powinna pochodzić bezpośrednio z natchnienia Ducha Świętego. Przywódcami byli Nicholas Storch i Andreas Karlstadt.